# Chamguava schippii
Chamguava schippii är en myrtenväxtart som först beskrevs av Paul Carpenter Standley, och fick sitt nu gällande namn av Leslie Roger Landrum. Chamguava schippii ingår i släktet Chamguava och familjen myrtenväxter. Inga underarter finns listade i Catalogue of Life.